# Tom Clancy's Splinter Cell: Pandora Tomorrow

Tom Clancy's Spllinter Cell: Pandora Tomorrow este al doilea joc din seria Splinter Cell creat de compania Red Storm, cumpărată de Ubisoft. Jocul îl are în prim plan pe Sam Fisher (Sam Pescarul), fost soldat în luptele din trecut.
Jocul a fost lansat pentru PC, Nintendo Gamecube, Xbox și Playstation 2. O versiune HD a apărut pentru Playstation 3.
1. ↑  redump.org